# Эволюция (мультфильм, 2015)
Эволюция (англ. Animal Kingdom: Let's Go Ape) — франко-бельгийско-итальянский 3D компьютерный анимационный фильм 2015 года. Дословно с французского — «Почему я не съел моего отца» (Pourquoi j’ai pas mangé mon père).
Фильм французского режиссёра марокканского происхождения Жамеля Деббуза.

## Сюжет
Увлекательная и полная опасностей история случилась 2 миллиона лет назад с первобытным человеком по имени Эдуард, его подругой Люси, другом Яном, братом Ваней и другими членами его племени, когда первобытные люди передвигались ещё на четырёх конечностях. Первым на две ноги встал находчивый и изобретательный Эдуард, который при рождении поранил руку. После изгнания его племенем с дерева Эдуард вынужден передвигаться исключительно на ногах, осваивать огонь и т. д.
По сценарию, действие мультфильма происходит 2 млн лет назад, но в начале фильма племя Эдуарда показано ещё в виде древесных обезьян, которые вслед за Эдуардом спустились с дерева и эволюционировали в людей.

## В ролях
| Актёр           | Роль            |
| --------------- | --------------- |
| Жамель Деббуз   | Эдуард          |
| Мелисса Тёрьо   | Люси            |
| Arie Elmaleh    | Ян              |
| Patrice Thibaud | Владимир/Сергей |
| Christian Hecq  | Семён           |
| Diouc Koma      | Ваня (движения) |
| Adrien Antoine  | Ваня (голос)    |